# Lampides georgiana
Lampides georgiana är en fjärilsart som beskrevs av Ribbe 1899. Lampides georgiana ingår i släktet Lampides och familjen juvelvingar. Inga underarter finns listade i Catalogue of Life.